# Dyskografia Whitney Houston
Dyskografia amerykańskiej piosenkarki Whitney Houston (1963–2012) składa się z sześciu albumów studyjnych, sześciu albumów kompilacyjnych, jednego świątecznego albumu, czterech albumów ze ścieżką dźwiękową, pięciu box setów, sześciu EP-ek oraz 55 singli. Pierwszy album Houston, eponimiczny, wydano w 1985 roku. Najlepiej sprzedającą piosenką artystki jest „I Will Always Love You”, który był głównym singlem pochodzącym z albumu z muzyką do filmu Bodyguard. Wydawnictwo ze ścieżką dźwiękową spędziło czternaście tygodni na szczycie zestawienia „Billboard” 200 i zostało certyfikowane jako 13× platyna (płyta diamentowa) przez Recording Industry Association of America (RIAA), co oznacza sprzedaż na poziomie ponad 13 mln kopii w Stanach Zjednoczonych. Przy sprzedaży 30 mln egzemplarzy, płyta stała się najlepiej sprzedającym debiutanckim albumem nagranym przez muzyka solowego. Z albumu pochodziły cztery single, które znalazły się w czołowej piątce amerykańskiego „Billboardu”, z czego trzy dotarły do #1 listy Hot 100. W maju 1987 roku wydano drugi album Houston, Whitney. Album debiutował na pozycji pierwszej zestawienia „Billboard” 200; z płyty pochodziły cztery single, które dotarły na #1 amerykańskiej listy: „I Wanna Dance with Somebody (Who Loves Me)”, „Didn't We Almost Have It All", "So Emotional" i "Where Do Broken Hearts Go". Wynik ten był bezprecedensowym przypadkiem, kiedy nagrania jednego artysty przez siedem nieprzerwanych tygodni okupowały najwyższą pozycję Hot 100. Whitney pokryło się 9× platyną (RIAA) docierając do szczytów zestawień w wielu krajach, przy sprzedaży przekraczającej 25 mln kopii na świecie. Trzeci album studyjny Houston, I’m Your Baby Tonight (1990), znalazł się na miejscu trzecim listy „Billboard” 200 (13 mln); na LP znalazły się dwie piosenki, które wydane na singlach były #1: "I’m Your Baby Tonight" i "All the Man That I Need". W lutym 1991 roku, Houston wydała utwór "The Star Spangled Banner" (występ z Super Bowl XXV) na singlu, co stało się najlepszym wynikiem na „Billboard” Hot 100 dla interpretacji amerykańskiego hymnu narodowego.
Ścieżka dźwiękowa The Bodyguard z pochodząca z debiutu filmowego Houston wydano w listopadzie 1992 roku. Album zawiera ścieżki nagrane także przez innych artystów, jedna przez czasopismo „Billboard” uważany jest za płytę Houston. Płyta dotarła na szczyt zestawienia Billboard 200, utrzymując się tam przez dwadzieścia nie następujących po sobie tygodni, co jest jednym z najdłuższych wyników albumu w czasach systemu Nielsen SoundScan. Album otrzymał certyfikację 17× platyny (jej trzeci płyta diamentowa) w USA, a sprzedaż wyniosła ponad 45 mln kopii na świecie, będąc najlepiej sprzedającym się albumem ze ścieżką dźwiękową i jedną z pięciu najlepiej sprzedających się płyt długogrających na świecie. Główny singiel z soundtracku, "I Will Always Love You", znalazła się na szczycie listy „Billboard” Hot 100 przez 14 tygodni (ówczesny rekord) i pokryło się 6× platyną (RIAA), co było wówczas najlepszym wynikiem dla artysty żeńskiego. Podobnie jak ścieżka dźwiękowa, singiel dotarł do pozycji pierwszej na listach w niemal każdym kraju, sprzedając się w liczbie blisko 20 mln egzemplarzy na świecie, i stając się jednocześnie jednym z najlepiej sprzedających się singli na świecie. Po tym jak Houston nagrała trzy piosenki, m.in. jej jedenasty numer jeden "Exhale (Shoop Shoop)" pochodzący z albumu Waiting to Exhale (7× platyna; listopad 1995), w listopadzie 1996 roku wydano drugi album ze ścieżką dźwiękową piosenkarki The Preacher’s Wife. Soundtrack otrzymał certyfikat 3× platyny (RIAA), zostając najlepiej sprzedającym się album gospelowym wszech czasów. W 1998 roku Houston wydała pierwszy album studyjny od ośmiu lat – My Love Is Your Love. Album nie odniósł podobnego sukcesu komercyjnego co poprzednie płyty artystki, docierając do #13, najniższej pozycji na listach „Billboard 200 spośród jej wcześniejszych albumów studyjnych. Wydawnictwo zostało wyróżnione kilkukrotną platyną ze sprzedażą 13 mln egzemplarzy na świecie (w USA: 4× platyna). W okresie 1998–2000 z albumu na rynek trafiło pięć singli: "When You Believe" (duet z Marią Carey), "Heartbreak Hotel", "It’s Not Right but It’s Okay", "My Love Is Your Love" i "I Learned from the Best".
W maju 2000 roku wydano pierwszy album kompilacyjny piosenkarki, Whitney: The Greatest Hits. W 2002 roku podwójny album pokrył się 3× platyną (RIAA), a pośmiertnie 5× platyną, sprzedając się w liczbie 2,6 mln na terenie Stanów Zjednoczonych. Płyta uplasowała się na pierwszym miejscu UK Albums Chart. Album znalazł się w pierwszej dziesiątce na wielu rynkach na świecie, czego wynikiem jest 8 mln egzemplarzy. W grudniu 2002 roku wydano Just Whitney…, który był jej pierwszym albumem po odnowieniu w 2001 roku kontraktu z Arista na rekordową kwotę 100 mln dolarów. Album zdobył status zaledwie pojedynczej platyny w USA, będąc jej najgorzej sprzedającym albumem studyjnym. W listopadzie 2003 roku artystka nagrała świąteczny album One Wish: The Holiday Album. We wrześniu 2009 roku opublikowano płytę I Look to You, która stała się jej czwartym albumem numer jeden na Billboard 200. W Niemczech, Włoszech i Szwajcarii album wspiął się na szczyt zestawień. Jej albumy Whitney Houston, Whitney, The Bodyguard oraz Whitney: The Greatest Hits znajdują się na liście 100 najlepiej sprzedających się certyfikowanych albumów według RIAA.
Zgodnie z RIAA, sprzedaż płyt Houston w XX wieku była najwyższa wśród artystek R&B i czwartą artystką z największą sprzedażą w USA (57 mln albumów). Zanim w 2004 roku RIAA uruchomiło program cyfrowej certyfikacji, piosenkarka sprzedała 16,5 mln singli, więcej niż inne solowe artystki w historii. Według zestawień Official Charts Company z 2012 roku, Houston była czwartą piosenkarką wśród najlepiej sprzedających artystek wszech czasów na Wyspach Brytyjskich ze sprzedażą wynoszącą 8,5 mln sztuk singli i 19. artystą na liście wszystkich wykonawców z najlepszymi wynikami sprzedaży małych płyt w Wielkiej Brytanii. Whitney Houston jest jedną z najlepiej sprzedających się wykonawców na świecie, z wynikiem ok. 170 mln nagrań.

## Albumy

### Albumy studyjne
| Tytuł                               | Szczegóły                                                                              | Pozycje | Pozycje | Pozycje | Pozycje | Pozycje | Pozycje | Pozycje | Pozycje | Pozycje | Pozycje | Pozycje | Certyfikacje | Sprzedaż                                                         |
| Tytuł                               | Szczegóły                                                                              | US      | US R&B  | AUS     | AUT     | CAN     | FRA     | DEU     | NLD     | SWE     | CHE     | UK      | Certyfikacje | Sprzedaż                                                         |
| ----------------------------------- | -------------------------------------------------------------------------------------- | ------- | ------- | ------- | ------- | ------- | ------- | ------- | ------- | ------- | ------- | ------- | --- | ---------------------------------------------------------------- |
| Whitney Houston                     | - Wydany: 14 lutego 1985 - Wytwórnia: Arista - Formaty: CD, kaseta, LP                 | 1       | 1       | 1       | 9       | 1       | 13      | 2       | 5       | 1       | 2       | 2       | - US: 13× platyna (diament) - AUS: 4× platyna - AUT: platyna - CAN: diament - FRA: złoto - DEU: platyna - CHE: platyna - UK: 6× platyna                                                               | - świat: 25 mln - USA: 13 mln - FRA: 114 tys.                    |
| Whitney                             | - Wydany: 2 czerwca 1987 - Wytwórnia: Arista - Formaty: CD, kaseta, LP                 | 1       | 2       | 1       | 1       | 1       | 6       | 1       | 1       | 1       | 1       | 1       | - USA: 10× platyna (diament) - AUS: 3× platyna - AUT: 2× platyna - CAN: 7× platyna - FRA: platyna - DEU: platyna - SWE: 2× platyna - CHE: 2× platyna - UK: 7× platyna                                 | - świat: 22 mln - USA: 9 253 000 - FRA: 300 tys. - UK: 2 237 603 |
| I’m Your Baby Tonight               | - Wydany: 4 listopada 1990 - Wytwórnia: Arista - Formaty: CD, kaseta, LP               | 3       | 1       | 10      | 2       | 12      | 9       | 3       | 4       | 3       | 2       | 4       | - USA: 4× platyna - AUS: platyna - AUT: platyna - CAN: platyna - FRA: platyna - DEU: platyna - JPN: 2× platyna - NLD: platyna - SWE: platyna - CHE: 2× platyna - UK: platyna                          | - świat: 12 mln - USA: 1 728 000 - FRA: 445 300                  |
| My Love Is Your Love                | - Wydany: 17 listopada 1998 - Wytwórnia: Arista - Formaty: CD, kaseta, LP              | 13      | 7       | 42      | 1       | 13      | 2       | 2       | 1       | 7       | 1       | 4       | - USA: 5× platyna - AUS: złoto - AUT: platyna - CAN: 2× platyna - EUR: 3× platyna - FRA: 2× platyna - JPN: platyna - NLD: platyna - SWE: 2× platyna - CHE: 3× platyna - UK: 3× platyna - POL: platyna | - świat: 10 mln - USA: 2,797,000 - FRA: 672,200 - DEU: 670,000   |
| Just Whitney…                       | - Wydany: 10 grudnia 2002 - Wytwórnia: Arista - Formaty: CD, CD+DVD, digital download  | 9       | 3       | –       | 33      | 85      | 25      | 16      | 70      | –       | 10      | 76      | - USA: platyna - FRA: złoto - JPN: platyna - CHE: platyna | - świat: 3 mln - USA: 880 tys. - FRA: 100 tys. - UK: 42 tys.     |
| I Look to You                       | - Wydany: 31 sierpnia 2009 - Wytwórnia: Arista - Formaty: CD, CD+DVD, digital download | 1       | 1       | 16      | 3       | 1       | 3       | 1       | 1       | 2       | 1       | 3       | - USA: platyna - AUT: złoto - CAN: platyna - FRA: złoto - DEU: złoto - SWE: złoto - CHE: złoto - UK: złoto - POL: platyna                                                                             | - świat: 3,5 mln - USA: 1 231 086 - FRA: 50 000                  |
| „–” oznacza wydawnictwa nienotowane |                                                                                        |         |         |         |         |         |         |         |         |         |         |         | |                                                                  |

### Ścieżki dźwiękowe
| Tytuł               | Szczegóły                                                                 | Pozycje | Pozycje | Pozycje | Pozycje | Pozycje | Pozycje | Pozycje | Pozycje | Pozycje | Pozycje | Pozycje | Certyfikacje | Sprzedaż |
| Tytuł               | Szczegóły                                                                 | US      | US R&B  | AUS     | AUT     | CAN     | FRA     | DEU     | NLD     | SWE     | CHE     | UK      | Certyfikacje | Sprzedaż |
| ------------------- | ------------------------------------------------------------------------- | ------- | ------- | ------- | ------- | ------- | ------- | ------- | ------- | ------- | ------- | ------- | --- | --- |
| The Bodyguard       | - Wydany: 17 listopada 1992 - Wytwórnia: Arista - Formaty: CD, kaseta, LP | 1       | 1       | 1       | 1       | 1       | 1       | 1       | 1       | 1       | 1       | 1       | - USA: 17× platyna (diament) - AUS: 5× platyna - AUT: 4× platyna - CAN: diament - FRA: diament - DEU: 3× platyna - JPN: 2× milion - SWE: platyna - CHE: 5× platyna - UK: 7× platyna - POL: złoto | - świat: 44 mln - USA: 13 450 000 - AUS: 346 000 - FRA: 1 385 300 - DEU: 1 700 000 - SWE: 343 000 - UK: 2 138 030 |
| Waiting to Exhale   | - Wydany: 14 listopada 1995 - Wytwórnia: Arista - Formaty: CD, kaseta, LP | 1       | 1       | 9       | 14      | 7       | –       | –       | 16      | 20      | 20      | –       | - EUR: platyna - JPN: platyna - USA: 7× platyna - AUS: 3× platyna - AUT: 2× platyna - CAN: 7× platyna - FRA: platyna - DEU: platyna                                                              | - świat: 10 mln - USA: 5 791 000                                                                                  |
| The Preacher’s Wife | - Wydany: 27 listopada 1996 - Wytwórnia: Arista - Formaty: CD, kaseta     | 1       | 1       | 34      | 8       | –       | 2       | 9       | 1       | 1       | 1       | 3       | - USA: 3× platyna - AUS: złoto - CAN: platyna - EUR: platyna - SWE: złoto - CHE: złoto - UK: srebro                                                                                              | - świat: 5 mln - USA: 2 491 000                                                                                   |

### Albumy kompilacyjne
| Tytuł                                               | Szczegóły                                                                                               | Pozycje | Pozycje | Pozycje | Pozycje | Pozycje | Pozycje | Pozycje | Pozycje | Pozycje | Pozycje | Pozycje | Certyfikacje | Sprzedaż                      |
| Tytuł                                               | Szczegóły                                                                                               | US      | US R&B  | AUS     | AUT     | CAN     | FRA     | DEU     | NLD     | SWE     | CHE     | UK      | Certyfikacje | Sprzedaż                      |
| --------------------------------------------------- | --- | ------- | ------- | ------- | ------- | ------- | ------- | ------- | ------- | ------- | ------- | ------- | --- | ----------------------------- |
| Whitney: The Greatest Hits                          | - Wydany: 16 maja 2000 - Wytwórnia: Arista - Formaty: CD, kaseta                                        | 2       | 3       | 3       | 3       | 4       | 9       | 2       | 2       | 4       | 2       | 1       | - USA: 5× platyna - AUS: 2× platyna - CAN: platyna - EUR: 3× platyna - FRA: 2× złoto - DEU: platyna - NLD: platyna - SWE: platyna - CHE: platyna - UK: 5× platyna | - świat: 8 mln - FRA: 406 200 |
| Love, Whitney                                       | - Wydany: 20 listopada 2001 - Wytwórnia: Arista - Format: CD                                            | –       | –       | –       | 42      | –       | 167     | –       | 24      | 12      | 37      | 22      | - BRA: złoto - JPN: złoto |                               |
| Artist Collection: Whitney Houston                  | - Wydany: 4 października 2004 - Wytwórnia: Sony BMG Europe / Arista - Formaty: CD, CD+DVD               | –       | –       | –       | –       | –       | –       | –       | –       | –       | –       | –       | |                               |
| The Ultimate Collection                             | - Wydany: 29 października 2007 - Wytwórnia: Sony Music / Arista - Formaty: CD, CD+DVD, digital download | –       | –       | 3       | 1       | 15      | 52      | 3       | –       | 10      | 5       | 3       | - AUS: 2× platyna - SWE: złoto - CHE: złoto - UK: 4× platyna | - świat: 500 tys.             |
| The Essential Whitney Houston                       | - Wydany: 10 stycznia 2011 - Wytwórnia: Sony Music / Arista - Formaty: CD, digital download             | –       | –       | 7       | 26      | 3       | 51      | 20      | –       | –       | 15      | 7       | - UK: srebro - POL: złoto |                               |
| I Will Always Love You: The Best of Whitney Houston | - Wydany: 12 listopada 2012 - Wytwórnia: RCA - Formaty: CD, 2CD, digital download                       | 14      | 2       | 74      | –       | –       | 99      | –       | 61      | –       | 87      | 29      | - UK: srebro - POL: platyna |                               |
| „–” oznacza wydawnictwa nienotowane                 | |         |         |         |         |         |         |         |         |         |         |         | |                               |

### Albumy świąteczne
| Tytuł                               | Szczegóły                                                     | Pozycje | Pozycje | Pozycje | Pozycje | Pozycje | Pozycje | Pozycje | Pozycje | Pozycje | Pozycje | Pozycje | Certyfikacje | Sprzedaż        |
| Tytuł                               | Szczegóły                                                     | US      | US R&B  | AUS     | AUT     | CAN     | FRA     | DEU     | NLD     | SWE     | CHE     | UK      | Certyfikacje | Sprzedaż        |
| ----------------------------------- | ------------------------------------------------------------- | ------- | ------- | ------- | ------- | ------- | ------- | ------- | ------- | ------- | ------- | ------- | ------------ | --------------- |
| One Wish: The Holiday Album         | - Wydany: 18 listopada 2003 - Wytwórnia: Arista - Formaty: CD | 49      | 14      | –       | –       | –       | –       | –       | –       | –       | –       | –       | - USA: złoto | - USA: 546 tys. |
| „–” oznacza wydawnictwa nienotowane |                                                               |         |         |         |         |         |         |         |         |         |         |         |              |                 |

### Albumy koncertowe
| Tytuł                                           | Szczegóły | Pozycje | Pozycje | Pozycje | Pozycje | Pozycje | Pozycje | Pozycje | Pozycje | Pozycje | Pozycje | Pozycje |
| Tytuł                                           | Szczegóły | US      | US R&B  | AUS     | AUT     | CAN     | FRA     | DEU     | NLD     | SWE     | CHE     | UK      |
| ----------------------------------------------- | --- | ------- | ------- | ------- | ------- | ------- | ------- | ------- | ------- | ------- | ------- | ------- |
| Whitney Houston Live: Her Greatest Performances | - Wydany: 10 listopada 2014 - Wytwórnia: Sony Music Entertainment - Formaty: CD, CD+DVD, CD+DVD 2× winyl, digital download | 19      | 1       | –       | –       | –       | 123     | –       | 63      | –       | –       | 66      |
| „–” oznacza wydawnictwa nienotowane             | |         |         |         |         |         |         |         |         |         |         |         |

### Box sety
| Tytuł                                                     | Szczegóły | Uwagi |
| --------------------------------------------------------- | --- | --- |
| Whitney: The Unreleased Mixes                             | - Wydany: 25 kwietnia 2000 / 6 czerwca 2006 - Wytwórnia: Arista (#07822-14652-1) - Formaty: 4× winyl, digital download | - Edycja limitowana box setu z czterema 12-calowymi płytami winylowymi, zawierający osiem pełnych wersji klubowych wyselekcjonowanych remiksów, dostępnych na amerykańskim wydawnictwie Whitney: The Greatest Hits. - Latem 2006 roku wydawnictwo opublikowano w wersji cyfrowej, pod nazwą Dance Vault Mixes: The Unreleased Mixes (Special Collector’s Box Set). |
| Love Whitney                                              | - Wydany: 4 grudnia 2001 - Wytwórnia: BMG Taiwan / Arista (#74321-91027-2) - Format: CD                                | - Tajwański box set w limitowanej edycji dla albumu Love, Whitney; 16-ścieżkowa płyta CD plus 40-stronicowa kolorowa książeczka (dyskografia/tekst). Zestaw zapakowany w unikatowym pudełku (6"×5"). |
| The Collection: Whitney Houston                           | - Wydany: 29 września 2009 - Wytwórnia: Sony Legacy / Arista - Format: 3× CD                                           | - Box set zawierający trzy albumy studyjne Houston: Whitney Houston, Whitney i My Love Is Your Love. |
| The Collection                                            | - Wydany: 19 kwietnia 2010 - Wytwórnia: Sony Music / Arista - Format: 5× CD                                            | - Wydany wyłącznie w Wielkiej Brytanii zestaw 5 płyt CD, który pojawił się na rynku w czasie brytyjskiej trasy koncertowej artystki w 2010 roku; box set składa się z pięciu najlepiej sprzedających się albumów Houston w UK: Whitney Houston, Whitney, I’m Your Baby Tonight, The Bodyguard Soundtrack i My Love Is Your Love. - Zarówno płyty jak i okładki wzorowane na wydawnictwach analogowych LP. - W późniejszym czasie box set wydano także w innych państwach europejskich, pojawiając się na listach w lutym 2012 roku: Irlandia (#48), Hiszpania (#70), Szwecja (#32). |
| Triple Feature                                            | - Wydany: 9 listopada 2010 - Wytwórnia: Sony Music Special Products - Format: 3× CD                                    | - Box set zawiera trzy oryginalne wydania albumów: I’m Your Baby Tonight, My Love Is Your Love i Just Whitney. - Wydawnictwo zadebiutowało na #74 listy „Billboard” R&B/Hip-Hop Albums (3 marca 2012), w następnym tygodniu box set znalazł się na #13. Triple Feature dotarło także do #73 listy „Billboard” 200 (10 marca 2012). 17 marca box znalazł się odpowiednio na 5. i 21. miejscu obu zestawień. |
| Two Original Albums: My Love Is Your Love / I Look to You | - Wydany: 16 września 2011 - Wytwórnia: Sony Music - Format: 2× CD                                                     | - Box set zawierający oryginalne wydania dwóch albumów: My Love Is your Love i I Look to You. - Jest to drugie wydanie albumów Whitney Houston, będących częścią serii wytwórni Sony – „Two Original Albums”. |

### EP
| Tytuł                                      | Szczegóły                                                                                    | Uwagi |
| ------------------------------------------ | -------------------------------------------------------------------------------------------- | --- |
| Whitney Dancin’ Special                    | - Wydany: 1 listopada 1986 - Wytwórnia: Arista (CD: #A28D-1 / LP: #20RS-69) - Format: CD, LP | - Wydany wyłącznie w Japonii 6-ścieżkowy minialbum, zawierający: „How Will I Know” (Dance Remix), „You Give Good Love” (Extended Version), „Thinking About You” (Extended Dance Version), „Someone for Me” (Remix), „Thinking About You” (Dub Version) i „How Will I Know” (Instrumental Version).                          |
| Exhale                                     | - Wydany: 6 listopada 1995 - Wytwórnia: Arista - Formaty: CD, LP                             | - Minialbum z pięcioma utworami: „Exhale (Shoop Shoop)”, „Dancin’ on the Smoothe Edge”, „Moment of Truth”, „Do You Hear What I Hear” i „It Isn’t, It Wasn’t, It Ain’t Ever Gonna Be” (duet z Arethą Franklin). Jest to jednocześnie wydawnictwo singlowe piosenki „Exhale (Shoop Shoop)”.                                   |
| You Are Loved                              | - Wydany: 17 stycznia 1999 - Wytwórnia: Arista (#14540-2) - Formaty: CD                      | - Edycja limitowana amerykańskiej kompilacji z sześcioma utworami: „You Were Loved”, „Saving All My Love for You”, „I Wanna Dance with Somebody (Who Loves Me)”, „Run to You”, „All the Man That I Need” i „Why Does It Hurt So Bad”; EP-ka dostępna była wyłącznie w sklepach Target z dużym logo sieci na tylnej okładce. |
| I Didn't Know My Own Strength: The Remixes | - Wydany: 6 listopada 2009 - Wytwórnia: RCA/Jive Label Group - Format: digital download      | - Cyfrowa, 5-ścieżkowa remiksowa EP-ka zawierająca: dwie wersje Petera Rauhofera i trzy formacji Daddy’s Groove Magic Island. |
| The Remixes                                | - Wydany: 6 listopada 2009 - Wytwórnia: RCA/Jive Label Group - Format: digital download      | - Wydawnictwo zawiera wszystkie osiem remiksów trzech piosenek pochodzących z albumu I Look to You: 2× „Million Dollar Bill”, 2× „I Didn’t Know My Own Strength”, 4× „I Look to You”. |
| I Look to You: The Remixes                 | - Wydany: 6 listopada 2009 - Wytwórnia: RCA/Jive Label Group - Format: digital download      | - EP-ka w cyfrowym wydaniu z 12 remiksowymi wersjami utworu „I Look to You”: 6 zmiksowanych przez Johnny’ego Viciousa, po trzy przez Christiana Dio i Giuseppe D.. |
| Million Dollar Bill: The Remixes           | - Wydany: 6 listopada 2009 - Wytwórnia: RCA/Jive Label Group - Format: digital download      | - EP-ka w cyfrowym wydaniu z sześcioma ścieżkami, zawierająca wersje remiksowe utworu „Million Dollar Bill” (po trzy autorstwa Freemasons i Frankiego Knucklesa). |

## Single

### Lata 80.
| Tytuł                                        | Rok  | Pozycje | Pozycje | Pozycje | Pozycje  | Pozycje | Pozycje | Pozycje | Pozycje | Pozycje | Pozycje | Pozycje | Pozycje | Pozycje | Certyfikacje                                                           | Album                                   |
| Tytuł                                        | Rok  | US      | US R&B  | US AC   | US Dance | AUS     | AUT     | CAN     | FRA     | DEU     | NLD     | SWE     | CHE     | UK      | Certyfikacje                                                           | Album                                   |
| -------------------------------------------- | ---- | ------- | ------- | ------- | -------- | ------- | ------- | ------- | ------- | ------- | ------- | ------- | ------- | ------- | ---------------------------------------------------------------------- | --------------------------------------- |
| „Hold Me" (z Teddym Pendergrassem)           | 1984 | 46      | 5       | 6       | –        | –       | –       | –       | –       | –       | 22      | –       | –       | 44      |                                                                        | Love Language                           |
| „All at Once"                                | 1985 | –       | –       | –       | –        | –       | –       | –       | –       | –       | 5       | –       | –       | –       | - RIAJ: złoto                                                          | Whitney Houston                         |
| „Someone for Me (Remix)”                     | 1985 | –       | –       | –       | –        | –       | –       | –       | –       | –       | –       | –       | –       | –       |                                                                        | Whitney Houston                         |
| „Thinking About You”                         | 1985 | –       | 10      | –       | 24       | –       | –       | –       | –       | –       | –       | –       | –       | –       |                                                                        | Whitney Houston                         |
| „You Give Good Love”                         | 1985 | 3       | 1       | 4       | –        | 58      | –       | 7       | –       | –       | –       | –       | –       | 93      | - USA: złoto                                                           | Whitney Houston                         |
| „Saving All My Love for You”                 | 1985 | 1       | 1       | 1       | –        | 20      | 12      | 8       | 11      | 18      | 12      | –       | 5       | 1       | - USA: platyna - UK: platyna                                           | Whitney Houston                         |
| „How Will I Know”                            | 1985 | 1       | 1       | 1       | 3        | 2       | 28      | 1       | 111     | 26      | 15      | 2       | 11      | 5       | - USA: złoto - CAN: złoto - UK: srebro                                 | Whitney Houston                         |
| „Greatest Love of All”                       | 1986 | 1       | 3       | 1       | –        | 1       | 25      | 1       | 70      | 30      | 17      | 14      | 20      | 8       | - USA: platyna - CAN: złoto - UK: srebro                               | Whitney Houston                         |
| „I Wanna Dance with Somebody (Who Loves Me)” | 1987 | 1       | 2       | 1       | 1        | 1       | 3       | 1       | 15      | 1       | 1       | 1       | 1       | 1       | - USA: 2× platyna - AUS: złoto - CAN: złoto - SWE: złoto - UK: platyna | Whitney                                 |
| „Didn’t We Almost Have It All”               | 1987 | 1       | 2       | 1       | –        | 27      | –       | 2       | –       | 20      | 20      | –       | 18      | 14      | - USA: złoto                                                           | Whitney                                 |
| „So Emotional”                               | 1987 | 1       | 5       | 8       | 1        | 26      | –       | 9       | 21      | –       | 23      | –       | 30      | 5       | - USA: złoto - UK: srebro                                              | Whitney                                 |
| „Where Do Broken Hearts Go”                  | 1988 | 1       | 2       | 1       | –        | 48      | –       | 6       | –       | –       | 47      | –       | –       | 14      | - USA: złoto                                                           | Whitney                                 |
| „Love Will Save the Day”                     | 1988 | 9       | 5       | 10      | 1        | 77      | –       | 8       | 48      | 37      | 6       | –       | 18      | 10      |                                                                        | Whitney                                 |
| „One Moment in Time”                         | 1988 | 5       | 22      | 1       | –        | 49      | 5       | 3       | 8       | 1       | 6       | 3       | 4       | 1       | - FRA: srebro - DEU: złoto - UK: złoto - USA: złoto                    | 1988 Summer Olympics Album              |
| „I Know Him So Well” (z Cissy Houston)       | 1988 | –       | –       | –       | –        | –       | –       | –       | –       | 46      | 14      | –       | –       | –       |                                                                        | Whitney                                 |
| „Takin’ a Chance”                            | 1989 | –       | –       | –       | –        | –       | –       | –       | –       | –       | –       | –       | –       | –       |                                                                        | I’m Your Baby Tonight (edycja japońska) |
| „–” oznacza wydawnictwa nienotowane          |      |         |         |         |          |         |         |         |         |         |         |         |         |         |                                                                        |                                         |

### Lata 90.
| Tytuł                                            | Rok  | Pozycje | Pozycje | Pozycje | Pozycje  | Pozycje | Pozycje | Pozycje | Pozycje | Pozycje | Pozycje | Pozycje | Pozycje | Pozycje | Certyfikacje | Album                 |
| Tytuł                                            | Rok  | US      | US R&B  | US AC   | US Dance | AUS     | AUT     | CAN     | FRA     | DEU     | NLD     | SWE     | CHE     | UK      | Certyfikacje | Album                 |
| ------------------------------------------------ | ---- | ------- | ------- | ------- | -------- | ------- | ------- | ------- | ------- | ------- | ------- | ------- | ------- | ------- | --- | --------------------- |
| „I’m Your Baby Tonight”                          | 1990 | 1       | 1       | 7       | 17       | 7       | 3       | 2       | 4       | 5       | 2       | 4       | 4       | 5       | - USA: złoto - SWE: złoto                                                                                            | I’m Your Baby Tonight |
| „All the Man That I Need”                        | 1990 | 1       | 1       | 1       | –        | 63      | 21      | 1       | 28      | 37      | 9       | –       | 28      | 13      | - USA: złoto | I’m Your Baby Tonight |
| „The Star Spangled Banner”                       | 1991 | 20      | –       | 48      | –        | –       | –       | –       | –       | –       | –       | –       | –       | –       | - USA: złoto | Nie wydany na albumie |
| „Miracle”                                        | 1991 | 9       | 2       | 4       | –        | –       | –       | 17      | –       | –       | –       | –       | –       | –       | | I’m Your Baby Tonight |
| „My Name Is Not Susan”                           | 1991 | 20      | 8       | 44      | –        | –       | –       | 43      | –       | 52      | 22      | 31      | –       | 29      | | I’m Your Baby Tonight |
| „I Belong to You”                                | 1991 | –       | 10      | –       | –        | –       | –       | –       | –       | –       | 79      | –       | –       | 54      | | I’m Your Baby Tonight |
| „We Didn’t Know” (ze Stevie Wonderem)            | 1992 | –       | 20      | –       | –        | –       | –       | –       | –       | –       | –       | –       | –       | –       | | I’m Your Baby Tonight |
| „I Will Always Love You”                         | 1992 | 1       | 1       | 1       | –        | 1       | 1       | 1       | 1       | 1       | 1       | 1       | 1       | 1       | - USA: 4× platyna - AUT: złoto - FRA: złoto - DEU: platyna - JPN: 5× platyna - SWE: platyna - UK: 2× platyna         | The Bodyguard         |
| „I’m Every Woman”                                | 1993 | 4       | 5       | 26      | 1        | 11      | 19      | 2       | 11      | 13      | 3       | 7       | 18      | 4       | - USA: złoto - AUS: złoto - UK: srebro                                                                               | The Bodyguard         |
| „I Have Nothing”                                 | 1993 | 4       | 4       | 1       | –        | 28      | –       | 1       | 29      | 39      | 22      | –       | 39      | 3       | - USA: złoto - UK: srebro                                                                                            | The Bodyguard         |
| „Run to You”                                     | 1993 | 31      | 31      | 10      | –        | 72      | –       | 10      | 47      | 58      | 33      | –       | –       | 15      | - USA: złoto | The Bodyguard         |
| „Queen of the Night”                             | 1993 | –       | –       | –       | 1        | 88      | –       | 39      | 47      | 64      | 21      | –       | 36      | 14      | | The Bodyguard         |
| „Exhale (Shoop Shoop)”                           | 1995 | 1       | 1       | 5       | –        | 18      | 15      | 1       | 23      | 26      | 7       | 10      | 13      | 11      | - USA: platyna | Waiting to Exhale     |
| „Count on Me” (z CeCe Winans)                    | 1996 | 8       | 7       | 4       | –        | 87      | 28      | 26      | –       | 75      | 30      | –       | 31      | 12      | - USA: złoto | Waiting to Exhale     |
| „Why Does It Hurt So Bad”                        | 1996 | 26      | 22      | 6       | –        | 99      | –       | 45      | –       | –       | –       | –       | –       | –       | | Waiting to Exhale     |
| „I Believe in You and Me”                        | 1996 | 4       | 4       | 2       | –        | 70      | –       | 59      | –       | 98      | 74      | 46      | –       | 16      | - USA: platyna | The Preacher’s Wife   |
| „Step by Step”                                   | 1997 | 15      | 29      | 12      | 3        | 12      | 6       | 23      | 30      | 8       | 11      | 15      | 15      | 13      | - USA: złoto - AUS: złoto - DEU: złoto - UK: srebro                                                                  | The Preacher’s Wife   |
| „My Heart Is Calling”                            | 1997 | 77      | 35      | –       | –        | –       | –       | –       | –       | –       | –       | –       | –       | –       | | The Preacher’s Wife   |
| „When You Believe” (z Marią Carey)               | 1998 | 15      | 33      | 3       | –        | 13      | 6       | 20      | 5       | 8       | 5       | 2       | 2       | 4       | - USA: złoto - AUS: złoto - FRA: złoto - DEU: złoto - SWE: platyna - CHE: złoto - UK: srebro                         | My Love Is Your Love  |
| „Heartbreak Hotel” (z Faith Evans i Kelly Price) | 1998 | 2       | 1       | –       | 1        | 17      | –       | 12      | 7       | 61      | 35      | –       | 77      | 25      | - USA: platyna | My Love Is Your Love  |
| „It’s Not Right but It’s Okay”                   | 1999 | 4       | 7       | –       | 1        | 88      | 20      | 3       | 21      | 14      | 10      | 12      | 18      | 3       | - USA: platyna - UK: złoto                                                                                           | My Love Is Your Love  |
| „My Love Is Your Love”                           | 1999 | 4       | 2       | –       | 1        | 27      | 2       | 10      | 10      | 2       | 3       | 2       | 2       | 2       | - USA: 2× platyna - AUT: platyna - FRA: srebro - DEU: platyna - NLD: złoto - SWE: platyna - CHE: platyna - UK: złoto | My Love Is Your Love  |
| „–” oznacza wydawnictwa nienotowane              |      |         |         |         |          |         |         |         |         |         |         |         |         |         | |                       |

### 2000–2009
| Tytuł                                                   | Rok  | Pozycje | Pozycje | Pozycje | Pozycje  | Pozycje | Pozycje | Pozycje | Pozycje | Pozycje | Pozycje | Pozycje | Pozycje | Pozycje | Certyfikacje                                                        | Album                       |
| Tytuł                                                   | Rok  | US      | US R&B  | US AC   | US Dance | AUS     | AUT     | CAN     | FRA     | DEU     | NLD     | SWE     | CHE     | UK      | Certyfikacje                                                        | Album                       |
| ------------------------------------------------------- | ---- | ------- | ------- | ------- | -------- | ------- | ------- | ------- | ------- | ------- | ------- | ------- | ------- | ------- | ------------------------------------------------------------------- | --------------------------- |
| „I Learned from the Best”                               | 2000 | 27      | 13      | 20      | 1        | –       | –       | –       | 44      | 48      | 20      | 23      | 28      | 19      | - USA: złoto                                                        | My Love Is Your Love        |
| „Could I Have This Kiss Forever” (z Enrique Iglesiasem) | 2000 | 52      | –       | 10      | –        | 12      | 8       | 3       | 16      | 5       | 1       | 2       | 1       | 7       | - AUS: złoto - FRA: srebro - DEU: złoto - SWE: platyna - CHE: złoto | Whitney: The Greatest Hits  |
| „If I Told You That” (z George’em Michaelem)            | 2000 | –       | –       | –       | –        | 37      | –       | –       | –       | 58      | 19      | 44      | 33      | 9       |                                                                     | Whitney: The Greatest Hits  |
| „Same Script, Different Cast” (z Deborą Cox)            | 2000 | 70      | 14      | –       | 4        | –       | –       | 38      | –       | –       | –       | –       | –       | –       |                                                                     | Whitney: The Greatest Hits  |
| „Fine”                                                  | 2000 | –       | 51      | –       | –        | –       | –       | –       | –       | –       | –       | 50      | –       | –       |                                                                     | Whitney: The Greatest Hits  |
| „The Star Spangled Banner”(powtórna dystrybucja)        | 2001 | 6       | 30      | –       | –        | –       | –       | 5       | –       | –       | –       | –       | –       | –       | - USA: platyna                                                      | Whitney: The Greatest Hits  |
| „Whatchulookinat”                                       | 2002 | 96      | 75      | –       | 1        | 48      | 53      | 3       | 65      | 47      | 29      | 29      | 22      | 13      |                                                                     | Just Whitney…               |
| „One of Those Days”                                     | 2002 | 72      | 29      | –       | –        | 48      | –       | –       | –       | –       | 80      | –       | 94      | –       |                                                                     | Just Whitney…               |
| „Try It on My Own”                                      | 2003 | 84      | 80      | 10      | 1        | –       | –       | 24      | –       | –       | –       | –       | 79      | –       | - USA: złoto                                                        | Just Whitney…               |
| „Love That Man”                                         | 2003 | –       | –       | –       | 1        | –       | –       | –       | –       | –       | –       | –       | –       | –       |                                                                     | Just Whitney…               |
| „One Wish (for Christmas)”                              | 2003 | –       | –       | 20      | –        | –       | –       | –       | –       | –       | –       | –       | –       | –       |                                                                     | One Wish: The Holiday Album |
| „I Look to You”                                         | 2009 | 70      | 19      | 22      | 35       | –       | 47      | 68      | –       | 41      | 65      | 33      | 16      | 115     |                                                                     | I Look to You               |
| „Million Dollar Bill”                                   | 2009 | 100     | 16      | –       | 1        | –       | –       | 62      | –       | 41      | 58      | 22      | 40      | 5       | - UK: srebro                                                        | I Look to You               |
| „–” oznacza wydawnictwa nienotowane                     |      |         |         |         |          |         |         |         |         |         |         |         |         |         |                                                                     |                             |

### 2010–2019 (wydawnictwa pośmiertne)
| Tytuł                         | Rok  | Pozycje | Pozycje | Pozycje | Pozycje  | Pozycje | Pozycje | Pozycje | Pozycje | Pozycje | Pozycje | Pozycje | Pozycje | Pozycje | Certyfikat                | Album                                               |
| Tytuł                         | Rok  | US      | US R&B  | US AC   | US Dance | AUS     | AUT     | CAN     | FRA     | DEU     | NLD     | SWE     | CHE     | UK      | Certyfikat                | Album                                               |
| ----------------------------- | ---- | ------- | ------- | ------- | -------- | ------- | ------- | ------- | ------- | ------- | ------- | ------- | ------- | ------- | ------------------------- | --------------------------------------------------- |
| „Celebrate” (z Jordin Sparks) | 2012 | –       | 39      | 26      | 21       | –       | –       | –       | –       | –       | –       | –       | –       | –       |                           | Sparkle                                             |
| „His Eye Is on the Sparrow”   | 2012 | –       | –       | –       | –        | –       | –       | –       | –       | –       | –       | –       | –       | –       |                           | Sparkle                                             |
| „I Look to You” (z R. Kellym) | 2012 | –       | 90      | –       | –        | –       | –       | –       | –       | –       | –       | –       | –       | –       |                           | I Will Always Love You: The Best of Whitney Houston |
| „Higher Love” (z Kygo)        | 2019 | –       | –       | –       | –        | –       | –       | –       | –       | –       | –       | –       | –       | –       | - POL: 2× platynowa płyta | Golden Hour                                         |

### Ponowne notowania
| Tytuł                                        | RPW  | RPN  | Pozycje | Pozycje | Pozycje | Pozycje  | Pozycje | Pozycje | Pozycje | Pozycje | Pozycje | Pozycje | Pozycje | Pozycje | Pozycje | Certyfikacje                    | Album           |
| Tytuł                                        | RPW  | RPN  | US      | US R&B  | US AC   | US Dance | AUS     | AUT     | CAN     | FRA     | DEU     | NLD     | SWE     | CHE     | UK      | Certyfikacje                    | Album           |
| -------------------------------------------- | ---- | ---- | ------- | ------- | ------- | -------- | ------- | ------- | ------- | ------- | ------- | ------- | ------- | ------- | ------- | ------------------------------- | --------------- |
| „I Will Always Love You”                     | 1992 | 2012 | 3       | 2       | 2       | –        | 8       | 10      | 6       | 2       | –       | 5       | 56      | 3       | 10      | - US: 2× platyna - JPN: platyna | The Bodyguard   |
| „I Wanna Dance with Somebody (Who Loves Me)” | 1987 | 2012 | 25      | –       | –       | –        | 25      | 70      | 33      | 31      | –       | –       | –       | 28      | 20      | - AUS: złoto                    | Whitney         |
| „Greatest Love of All”                       | 1986 | 2012 | 41      | –       | –       | –        | 56      | –       | –       | 70      | –       | –       | –       | 55      | 58      |                                 | Whitney Houston |
| „How Will I Know”                            | 1985 | 2012 | 46      | –       | –       | –        | –       | –       | –       | 111     | –       | 100     | –       | –       | 56      |                                 | Whitney Houston |
| „–” oznacza wydawnictwa nienotowane          |      |      |         |         |         |          |         |         |         |         |         |         |         |         |         |                                 |                 |

### Single gościnne
| Tytuł                                                              | Rok  | Pozycje | Pozycje | Pozycje | Pozycje  | Pozycje | Pozycje | Pozycje | Pozycje | Pozycje | Pozycje | Pozycje | Pozycje | Pozycje | Album                         |
| Tytuł                                                              | Rok  | US      | US R&B  | US AC   | US Dance | AUS     | AUT     | CAN     | FRA     | DEU     | NLD     | SWE     | CHE     | UK      | Album                         |
| ------------------------------------------------------------------ | ---- | ------- | ------- | ------- | -------- | ------- | ------- | ------- | ------- | ------- | ------- | ------- | ------- | ------- | ----------------------------- |
| „Stop the Madness” (z projektem Stop the Madness)                  | 1986 | –       | –       | –       | –        | –       | –       | –       | –       | –       | –       | –       | –       | –       | Nie wydany na albumie         |
| „King Holiday” (wśród King Dream Chorus i Holiday Crew)            | 1986 | –       | 30      | –       | –        | –       | –       | –       | –       | –       | –       | –       | –       | –       | Nie wydany na albumie         |
| „It Isn’t, It Wasn’t, It Ain’t Never Gonna Be” (z Arethą Franklin) | 1989 | 41      | 5       | –       | 18       | –       | –       | 43      | –       | –       | 40      | –       | –       | 29      | Through the Storm             |
| „Something in Common” (z Bobbym Brownem)                           | 1994 | –       | –       | –       | –        | –       | –       | 26      | –       | 58      | 36      | –       | 41      | 16      | Bobby, Remixes n the Key of B |

## Inne notowane piosenki
| Tytuł                               | Rok  | Pozycje | Pozycje | Pozycje  | Pozycje | Pozycje | Pozycje | Album         |
| Tytuł                               | Rok  | US R&B  | US AC   | US Dance | FRA     | IRL     | UK      | Album         |
| ----------------------------------- | ---- | ------- | ------- | -------- | ------- | ------- | ------- | ------------- |
| „I Didn’t Know My Own Strength”     | 2009 | 66      | –       | 17       | –       | 38      | 44      | I Look to You |
| „Worth It”                          | 2010 | 61      | –       | –        | –       | –       | –       | I Look to You |
| „Call You Tonight”                  | 2010 | –       | –       | –        | –       | –       | –       | I Look to You |
| „Jesus Loves Me”                    | 2012 | –       | –       | –        | 67      | –       | –       | The Bodyguard |
| „–” oznacza wydawnictwa nienotowane |      |         |         |          |         |         |         |               |

## Inne nagrane piosenki
| Tytuł                        | Rok  | Uwagi |
| ---------------------------- | ---- | --- |
| „Take Me to Your Heart”      | 1984 | - Piosenka nagrana została w 1984 roku, ale dopiero w 2006 roku ujrzała światło dzienne, kiedy przedostała się do internetu. |
| „Moment of Truth”            | 1987 | - Pierwotnie wydana na stronie B singla „I Wanna Dance with Somebody (Who Loves Me)”, później wydana ponownie na maksi-singlu Houston – „Exhale (Shoop Shoop)” (1995). Piosenkę napisali Jan Buckingham i David Paul Bryant, a produkcją zajął się Narada Michael Walden. |
| „Higher Love”                | 1990 | - Utwór bonusowy na japońskiej edycji albumu I’m Your Baby Tonight; cover piosenki Steve’a Winwooda (#1 na Hot 100 w 1986) |
| „Feels So Good”              | 1990 | - Wydane na stronie B maksi-singla „I'm Your Baby Tonight”, written by Bryan Loren, produced by Narada Michael Walden and mixed by David Frazer. |
| „Dancin' on the Smooth Edge” | 1990 | - Pierwotnie piosenka wydana została na stronie B singla Houston – „All the Man That I Need” (1990). Nieznacznie wydłużona wersja utworu została później (w 1995 roku) ponownie wydana na amerykańskim maksi-singlu „Exhale (Shoop Shoop)”. Piosenkę napisali David Lasley i Robbie Long, a produkcją zajął się Narada Michael Walden. |
| „America the Beautiful”      | 1991 | - Wersja gospelowa inspirowana interpretacją Raya Charlesa (wyprodukowana przez Rickeya Minora i Houston), dostępna jest wyłącznie na singlu „Star Spangled Banner”. Pierwotnie utwór wydany został w 1991 roku po Super Bowl XXV. Singiel wydano ponownie 10 lat później, w celach charytatywnych jako odpowiedź na terrorystyczne ataki z 11 września. |
| „True Voice”                 | 1994 | - Przewodnia piosenka nagrana została dla kampanii reklamowej AT&T. Autorami utworu byli Keith Barnhart, Dwight Batteau Jr., Charles Morrow i Jeffrey Southworth. |
| „Impossible/It's Possible”   | 1997 | - Houston nagrała dwie piosenki dla telewizyjnego filmu Disneya Kopciuszek, gdzie wystąpiła jako Dobra Wróżka. „Impossible/It's Possible” napisali Richard Rodgers i Oscar Hammerstein II na potrzeby ich produkcji z 1957 roku. Utwór śpiewany jest przez Houston i Brandy Norwood (jako Kopciuszek) podczas sceny kiedy Kopciuszek zmienia się w Księżniczkę dzięki Dobrej Wróżce. Piosenka „There's Music in You”, napisana przez Rodgersa i Hammersteina dla filmu Main Street to Broadway (1953), jest śpiewana na finał przez Houston. - Obie piosenki nie zostały wydane na soundtracku, a dostępne są wyłącznie w samym filmie. |
| „There's Music in You”       | 1997 | |
| „It'll Be Okay”              | 2007 | - Niewydany utwór Raya J, na którym zaśpiewała Houston. |

## Inne występy
| Tytuł                              | Rok  | Album                                | Wykonawca             | Uwagi |
| ---------------------------------- | ---- | ------------------------------------ | --------------------- | --- |
| „Life's a Party”                   | 1978 | Life’s a Party                       | Michael Zager Band    | - Pierwsze oficjalne nagranie Houston, w którym udziela się głównie jako wokalistka wspierająca, ale także jako główna wokalistka w niektórych partiach piosenki. |
| „Think It Over”                    | 1978 | Think It Over                        | Cissy Houston         | - Houston wzięła udział w nagraniach – jako wspierająca wokalistka – do wszystkich utworów na albumie oprócz jednego. |
| „Love Don't Hurt People”           | 1978 | Think It Over                        | Cissy Houston         | |
| „Somebody Should Have Told Me”     | 1978 | Think It Over                        | Cissy Houston         | |
| „After You”                        | 1978 | Think It Over                        | Cissy Houston         | |
| „Warning – Danger”                 | 1978 | Think It Over                        | Cissy Houston         | |
| „I Just Want to Be with You”       | 1978 | Think It Over                        | Cissy Houston         | |
| „Sometimes”                        | 1978 | Think It Over                        | Cissy Houston         | |
| „I Won't Be the One”               | 1978 | Think It Over                        | Cissy Houston         | |
| „Clouds”                           | 1980 | Naughty                              | Chaka Khan            | - Młoda Whitney Houston w roli wspierającej wokalistki (ze swoją matką Cissy Houston). |
| „Our Love's in Danger”             | 1980 | Naughty                              | Chaka Khan            | |
| „Fire on the Bayou"                | 1981 | Fiyo on the Bayou                    | The Neville Brothers  | - Houston jako wokalistka wspierająca. |
| „Sitting in Limbo”                 | 1981 | Fiyo on the Bayou                    | The Neville Brothers  | |
| „Bend Down Low”                    | 1981 | Mellow                               | Herbie Mann           | - Cissy i Whitney Houston jako wokalistki wspierające; cover Manna utworu Boba Marleya, gdzie Mann głównie gra na różnych instrumentach i śpiewa jako główny wokalista. |
| „All in the Name of Love”          | 1981 | Special Delivery                     | Alvin Fields          | - Houston śpiewa wspólnie ze swoją matką w tle. |
| „Share My Dream”                   | 1981 | Special Delivery                     | Alvin Fields          | |
| „Hammer and Nails”                 | 1982 | Experiment in White                  | Janis Siegel          | - Houston śpiewa w chórkach razem ze swoją matką. |
| „Memories”                         | 1982 | One Down                             | Material              | - Pierwsze nagranie Houston w roli głównej wokalistki. |
| „Eternal Love”                     | 1983 | Paul Jabara & Friends                | Paul Jabara           | - Houston jako główna wokalistka. |
| „Take Good Care of My Heart”       | 1984 | Dynamite                             | Jermaine Jackson      | - Duet z Jermaine’em Jacksonem; w następnym roku piosenka pojawiła się także na eponimicznym albumie debiutanckim Houston. - National Academy of Recording Arts and Sciences nie zezwoliła Whitney Houston ubieganie się o nagrodę Grammy w kategorii Best New Artist (1985), ponieważ w związku z wydaniem jej debiutanckiego albumu, wystąpiła ona w duecie jako gościnna wokalistka w tej piosence i „Hold Me” (duet z Teddym Pendergrassem). |
| „Sweetest Sweetest”                | 1984 | Dynamite                             | Jermaine Jackson      | - Houston śpiewa jako wspierająca wokalistka. |
| „Are You the Woman”                | 1984 | Send Me Your Love                    | Kashif                | - Houston śpiewa jako wspierająca wokalistka. |
| „Shock Me”                         | 1985 | Perfect                              | Różni wykonawcy       | - Duet z Jermainem Jacksonem; wydane także na stronie B singla Houston – „Didn't We Almost Have It All” (1987). - W filmie, w którym zagrali John Travolta i Jamie Lee Curtis, Curtis wcieliła się w postać instruktorki aerobiku, która prowadziła ćwiczenia do rytmu piosenki. |
| „If You Say My Eyes Are Beautiful” | 1986 | Precious Moments                     | Jermaine Jackson      | - Duet z Jermainem Jacksonem. Jackson i Houston pojawiają się w duecie na albumie Whitney: The Greatest Hits. |
| „Fifty Ways (To Fall in Love)”     | 1987 | Love Changes                         | Kashif                | - Houston śpiewa jako wspierająca wokalistka. |
| „Do You Hear What I Hear?”         | 1987 | A Very Special Christmas             | Various Artists       | - Houston śpiewająca bożonarodzeniową piosenkę w stylu gospel. Album wyprodukował Jimmy Iovine, z którego dochód wsparł Special Olympics Inc. Piosenka znalazła się także na maksi-singlu Houston – „Exhale (Shoop Shoop)” (1995). |
| N/A                                | 1987 | La La                                | La La                 | - Houston brała udział w realizacji albumu jako jedna ze wspierających piosenkarek, jednak informacje zamieszczone w wydawnictwie nie wspominają, która z piosenek została przez nią nagrana. |
| „Celebrate New Life”               | 1988 | Heaven                               | BeBe & CeCe Winans    | - Houston jako głos wspierający („Celebrate”) i współliderujący wokal („Hold Up”). |
| „Hold Up the Light”                | 1988 | Heaven                               | BeBe & CeCe Winans    | |
| „Better Place”                     | 1991 | Different Lifestyles                 | BeBe & CeCe Winans    | - Houston jako głos wspierający w obu piosenkach. |
| „The Blood”                        | 1991 | Different Lifestyles                 | BeBe & CeCe Winans    | |
| „Good Enough”                      | 1992 | Bobby                                | Bobby Brown           | - Houston udzieliła się w piosence jako wokalistka wspierająca. |
| „Light of Love”                    | 1993 | Angie & Debbie                       | Angie & Debbie Winans | - Houston udzieliła się w piosence jako wokalistka wspierająca. |
| „Love Will Find a Way”             | 1993 | Friends Can Be Lovers                | Dionne Warwick        | - Duet z Dionne Warwick. |
| „One Moment in Time” (na żywo)     | 1994 | Grammy’s Greatest Moments, Volume II | Różni wykonawcy       | - Nagrane w Shrine Auditorium podczas ceremonii wręczenia nagród Grammy (22 lutego 1989) |
| „Look into Your Heart”             | 1994 | A Tribute to Curtis Mayfield         | Różni wykonawcy       | - Houston nagrał własną wersję piosenki, napisanej przez Mayfielda i pierwotnie wydana przez Arethę Franklin na soundtracku do filmu Błysk (1976). |
| „Intro”                            | 1997 | Forever                              | Bobby Brown           | - Album rozpoczyna się 52-sekundowym intro z Houston śpiewającą urywek „Nobody Does It Better”, pierwotnie nagrane przez Carly Simon w 1977 roku, kończąc piosenkę słowami „Bobby, you’re the best”. |
| „Believe in Love”                  | 1998 | Down in the Delta                    | Różni wykonawcy       | - Houston śpiewa łącznik piosenki, nagranej przez żeński kwintet R&B Sunday. |
| „Ain’t No Way” (na żywo)           | 1999 | VH1 Divas Live 99                    | Różni wykonawcy       | - Występy na żywo nagrane w nowojorksim Beacon Theatre 13 kwietnia 1999 roku. - Mary J. Blige pojawia się w interpretacji Houston utworu „Ain't No Way”, i Chaka Khan, razem z Houston śpiewa „I'm Every Woman”, finalną piosenką show, do których pod koniec występu dołączyły: Blige, Brandy, Faith Hill i LeAnn Rimes. |
| „I Will Always Love You” (na żywo) | 1999 | VH1 Divas Live 99                    | Różni wykonawcy       | |
| „I'm Every Woman” (na żywo)        | 1999 | VH1 Divas Live 99                    | Różni wykonawcy       | |
| „Whitney Houston Dub Plate”        | 2000 | The Ecleftic: 2 Sides II a Book      | Wyclef Jean           | - Razem z Jeanem, Houston wykonuje wersję a cappella utworu „My Love Is Your Love”, zmieniając część oryginalnych słów. |
| „Family First”                     | 2007 | Daddy’s Little Girls                 | Różni wykonawcy       | - Na ścieżce dźwiękowej Houston śpiewa piosenkę we współpracy z matką Cissy, kuzynką Dionne Warwick i rodziną. |